# Christian Heinrich Kurt von Haugwitz
Christian August Heinrich Kurt Graf von Haugwitz (Oels, 11 de junio de 1752-Venecia, 9 de febrero de 1832) fue un jurista, político y diplomático prusiano.

## Vida

### Estudios y viajes
Christian Haugwitz provenía de una familia de terratenientes de las regiones de Moravia (línea católica) y Silesia (línea protestante). A los diecisiete años se matriculó en la Universidad de Halle para estudiar Derecho y de ahí pasó a la Universidad de Gotinga. En 1775 hizo un viaje a Suiza donde acompañó por un tiempo a Goethe. En Zürich hizo amistad con Johann Caspar Lavater. Desde Suiza, emprende un viaje a Italia, donde hace amistad con Leopoldo II de Toscana y conoce a Cagliostro. Haugwitz tenía creencias místicas en esta época y era un fiel creyente en el mesmerismo. En 1776 regresó a Alemania y se casó con la condesa Tauenzien con la que nuevamente viaja por Suiza e Italia. Después de viajes por el norte de Alemania, donde hace amistad con Matthias Claudius, Haugwitz regresó a Silesia donde en 1791 fue elegido "Director General" de la provincia (Generallandschaftsdirektor) por los estamentos.

### Carrera política antes de Napoleón
Después de resistirse por un tiempo, el rey Federico Guillermo II lo persuadió para que entre al servicio de Prusia y en 1792 en enviado como embajador a Viena. A fines de ese mismo año es llamado a Berlín y es nombrado Ministro en Jefe (ministro-presidente) del gabinete de rey, encargado sobre todo de la cartera de relaciones exteriores.
Haugwitz había estado en Maguncia durante las conferencias para considerar la actitud de las potencias alemanas hacia la revolución francesa. Estaba opuesto a la actitud de los exilados franceses y a cualquier intervención en los asuntos internos de Francia. Después de que eestalló la guerra de la Primera Coalición, la política del Comité de Salvación Pública francés, hizo la paz imposible. Al mismo tiempo, las disputas entre Prusia y Austria sobre compensaciones territoriales, disminuyó la capacidad de las potencias aliadas para concluir exitosamente la guerra.
Estas fueron las circunstancias en las que Haugwitz forjó el acuerdo de subsidio entre Gran Bretaña, Prusia y Holanda, firmado en La Haya el 19 de abril de 1794. Sin embargo, Haugwitz no era el hombre para dirigir una política fuerte y agresiva. La falla por Prusia de usar el dinero suministrado de forma efectiva, terminó con la paciencia del primer ministro británico William Pitt. La denuncia por Gran Bretaña del tratado de La Haya en octubre, rompió el último vínculo que unía a Prusia a la coalición. La paz de Basilea entre Francia y Prusia, firmada el 5 de abril de 1795 se debe a la influencia de Haugwitz. Como recompensa por este tratado, obtuvo propiedades con un valor de 200.000 táleros.

### Política durante la era napoleónica
El objetivo de Haugwitz era ahora salvar las provincias del Sacro Imperio Romano Germánico en la ribera izquierda del Rin. No se habían hecho garantías en el tratado de Basilea a este respecto, pero Haugwitz y el rey pensaban que podrían preservarlas concediendo la neutralidad armada en el norte de Alemania y reconociendo a la república francesa. Esta política era fútil ante las victorias de Napoleón y la conquista del sur de Alemania por los franceses. Haugwitz, que retenía la confianza del nuevo rey Federico Guillermo III, reconoció este hecho y urgió al rey a que se uniera a la Segunda Coalición en 1798. Sin embargo, Federico Guillermo III se aferró a la ilusión de neutralidad y Haugwitz permitió que se le convirtiese en el instrumento de una política de la que él desaprobaba cada vez más. No fue hasta 1803, cuando el rey rehusó su consejo de demandar que los franceses evacuaran Hanóver, que renunció a su cargo. En 1804 fue remplazado por Karl August von Hardenberg y se retiró a sus propiedades en Silesia.

### Retiro y segundo período en Berlín
Durante su retiro Haugwitz siguió siendo consultado y usó su influencia para oponerse a la política de Hardenberg de reconciliación con Francia. Sus esfuerzos tuvieron poco efecto hasta que Napoleón violó la soberanía de Prusia marchando sus tropas por el principado de Ansbach, lo que finalmente despertó la ira del rey. En este momento Haugwitz fue nombrado nuevamente Ministro en Jefe del gabinete, a cargo de relaciones exteriores junto con Hardenberg. Es en él en quien recáe el deber de llevar el ultimátum de Prusia a Napoleón. Sin embargo, en este momento decisivo, Haugwitz retrasó su embajada a la espera de algún evento. Le preocupaban reportes de que Francia y Austria están negociando por separado, sin darse cuenta de que la acción de Prusia rompería colquier acuerdo entre ambos. Cuando finalmente emprende el viaje para entregar el ultimátum a Napoleón, la victoria frencesa en la Batalla de Austerlitz cambió la balanza del poder. El 15 de diciembre de 1805, en vez de entregar un ultimátum, Haugwitz firmó un tratado en el Palacio de Schönbrunn, en el que Prusia entregaba el principado de Ansbach, el ducado de Cléveris y el principado de Neuchâtel a cambio de Hanóver.
La humillación de Prusia y su ministro-presidente no terminaba aún. En febrero de 1806 Haugwitz viajó a París para ratificar el tratado de Schönbrunn y para tratar de asegurar algunas modificaciones favorables para Prusia. Napoleón lo recibió con una tormenta de abuso e insistió en hacer un nuevo tratado que duplicaba las concesiones territoriales que Prusia debía hacer. Además, forzó un rompimiento con Gran Bretaña al obligar el cierre de los puertos de Hanóver al comercio británico. El tratado, firmado el 15 de febrero de 1806, dejó a Prusia completamente aislada.

### Retiro definitivo y muerte
Haugwitz permaneció como Ministro de Relaciones Exteriores, pero la política de Prusia ya no estaba bajo su control. La Batalla de Jena puso fin a su carrera política. Acompañó al rey Federico Guillermo III en su huida a Prusia Oriental, pero una vez ahí, pidió permiso para retirarse a sus propiedades en Silesia. En 1811 fue nombrado curador de la Universidad de Breslau. No jugó ningún papel en las guerras de liberación de Alemania. En 1820 se fue a vivir a Italia por motivos de salud, donde permaneció hasta su muerte en 1832 en Venecia.